# Determinisme tecnològic
El determinisme tecnològic és la tesi segons la qual les innovacions tecnològiques són l'agent causal singular més important dels canvis socials al llarg de la història. Dit d'una altra forma, que el canvi tecnològic determina i possibilita el canvi social, a partir d'incidir de manera directa en el desenvolupament socioeconòmic d'un grup o en un determinat context social.
L'expressió determinisme tecnològic és atribuïda a l'economista i sociòleg Thorstein Veblen a principis del segle xx. De fet, va ser en aquest mateix segle quan la tesi va gaudir d'una major popularitat – quecontinua fins a l'actualitat – i va ser adoptada i defensada per autors com Jacques Ellul, John Kenneth Galbraith, Martin Heidegger, Marshall McLuhan o Alvin Toffler. Durant les darreres dècades, però, el determinisme tecnològic ha estat fortament criticat des dels estudis de ciència i tecnologia, tot i que continua present en molt àmbits socials.

## Explicació
La influència de les innovacions tecnològiques en la societat i la cultura és un tema clàssic en el pensament modern i contemporani. És indubtable que alguns aspectes de la nostra vida quotidiana s'han vist transformats profundament per la difusió i ús d'algunes tecnologies o artefactes tècnics. En alguns casos, però, s'atribueix a certes tecnologies la capacitat, més subtil i més remarcable, de canviar la nostra forma de pensar i d'entendre el món, de transformar l'estructura o el funcionament d'algunes institucions, de modificar les relacions de producció o, fins i tot, de generar autèntiques revolucions socials en les quals resulta afectada tota l'estructura de la societat: des dels vincles econòmics fins a les relacions de poder.
Durant el segle XX la temàtica general de la relació entre el canvi social i la tecnologia ha adquirit un protagonisme sense precedents en la història, fonamentalment entre sociòlegs, economistes, filòsofs i historiadors. La tendència a destacar el paper exercit per la tecnologia en les transformacions socials i els nombrosos estudis sobre els efectes i conseqüències socials d'innovacions tecnològiques específiques, culminen en la tesi del determinisme tecnològic: la idea que la tecnologia és, senzillament, el motor de la història.
El determinisme tecnològic afirma que la tecnologia, en les seves diverses formes, és, ha estat i serà la base sobre la qual s'erigeix qualsevol tipus de societat. Són nombrosos els autors que, des de disciplines molt diferents, han defensat i defensen encara aquesta tesi. A més, la idea sembla haver arrelat profundament en l'imaginari contemporani i és fàcil detectar-ne la presència implícita o explícita en la major part de discursos o opinions sobre la societat actual o sobre la nostra cultura tecnològica.D’aquesta manera, la perspectiva determinista considera que la relació entre la tecnologia i la societat és unidireccional: mentre la societat depèn de la tecnologia per a evolucionar (en els aspectes econòmics, polítics o culturals), la tecnologia evoluciona per si sola, d’acord amb les seves lleis i amb una dinàmica pròpia.
És útil distingir entre dues idees o tesis que sovint apareixen superposades en els discursos i enfocaments deterministes tecnològics. D'una banda, la idea de l'autonomia de la tecnologia i, de l'altra, la del determinisme tecnològic en sentit estricte.

## Autonomia de la tecnologia

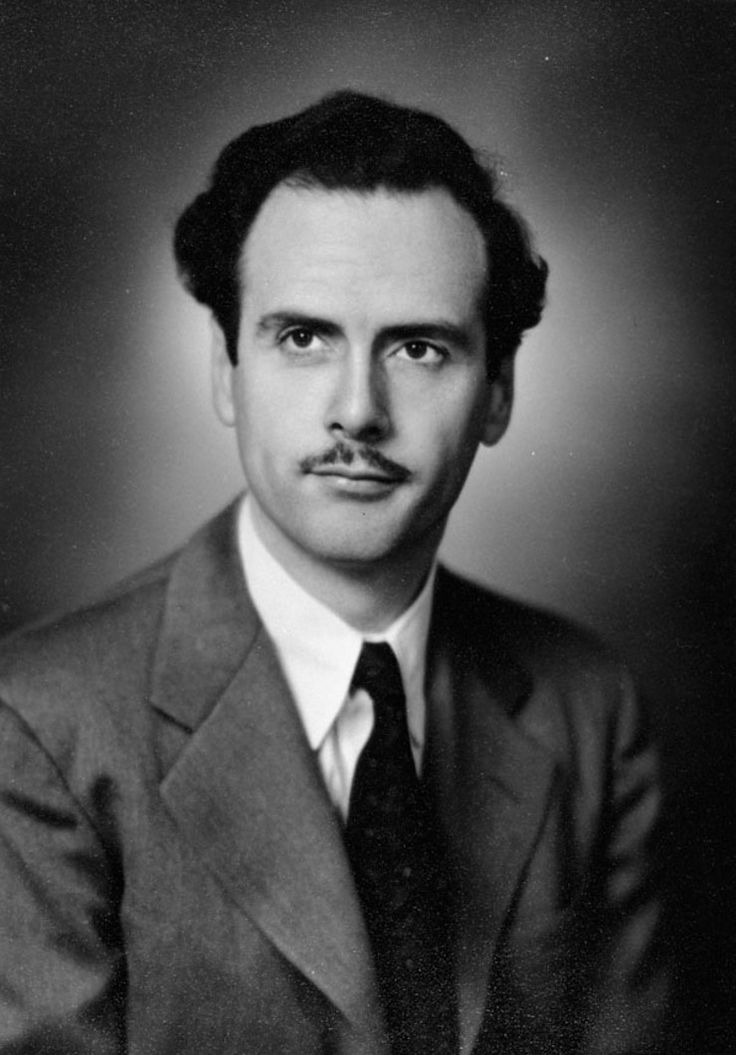
Marshall McLuhan (1911-1980), teòric de la comunicació canadenc, és un conegut defensor del determinisme tecnològic.

La tendència a associar un cert fatalisme al desenvolupament tecnològic és, també, una constant en el pensament occidental. Aquesta tendència ha portat diferents autors a defensar la tesi de l'autonomia de la tecnologia.
L'autonomia de la tecnologia defensa la idea que la tecnologia segueix el seu propi curs al marge de la intervenció humana o social i que es desenvolupa, fonamentalment, de forma incontrolada. Autors amb orientacions teòriques i disciplinàries tan diferents com Jacques Ellul, John Kenneth Galbraith, Martin Heidegger, Marshall McLuhan o Alvin Toffler es mostren d'acord a afirmar que la tecnologia es desenvolupa segons les seves pròpies lleis inexorables, seguint una lògica particular que sempre acaba imposant-se a qualsevol intent de control humà.
Jacques Ellul és potser l'autor més destacat en la defensa de l'autonomia de la tecnologia i el que ofereix una formulació més canònica de la tesi. Els éssers humans, segons ell, fa temps que han perdut l'oportunitat de controlar o dominar la tecnologia: "tot passa com si el sistema tècnic creixés per una força interna, intrínseca i sense intervenció decisiva de l'home".
Encara que la tesi de l'autonomia de la tecnologia té una llarga història, és durant les últimes dècades, gràcies a l'espectacular desenvolupament i difusió de les tecnologies de la informació i la comunicació (TIC), quan ha assolit un protagonisme social i mediàtic més elevat. Al voltant d'aquest tipus de tecnologies, de fet, s'ha generat una llarga sèrie de tòpics que apareixen sovint en qualsevol classe d'anàlisi sobre l'actualitat, i que constitueixen variants clàssiques del tema de l'autonomia i el determinisme tecnològic. El caràcter vertiginós dels canvis tecnològics que vivim, la idea que ens trobem en el mateix centre d'una revolució tecnològica i social sense precedents o el convenciment que el futur immediat ens portarà canvis encara més sorprenents, en són només una petita mostra. Sembla gairebé impossible trobar treballs, estudis o articles periodístics referits a les TIC que no incloguin alguna formulació similar.
Un d'aquests tòpics, emparentat amb la tesi de l'autonomia, consisteix a emfasitzar el caràcter inexorable del desenvolupament tecnològic. Sovint s'afirma que el procés accelerat de canvis tecnològics que vivim és, senzillament, imparable. Una altra versió de la mateixa idea es basa a assenyalar el caràcter inevitable de les innovacions tecnològiques i de la seva difusió social. Es considera, per exemple, que les barreres (socials, polítiques, institucionals, culturals...) posades al desenvolupament o difusió d'una certa innovació tecnològica són, a llarg termini, inútils, tenint en compte que la lògica inapel·lable de la innovació i el desenvolupament tecnològic acaben sempre imposant-se, d'una manera o altra, per damunt de qualsevol forma de restricció.

### Llei de Moore
La inexorabilitat que usualment s'atribueix a la tecnologia es pot constatar en l'èmfasi que es posa en les regularitats de la seva expansió. En el cas de les TIC, el procés d'innovació sembla estar, fins i tot, sotmès a lleis que certifiquen el seu caràcter inapel·lable i autònom. Així, sovint es fa referència a la llei de Moore, que estableix que el nombre de transistors incorporats en un xip es duplica en un espai de temps d'entre 18 i 24 mesos. Alguns no dubten a buscar lleis similars que expliquin la progressió geomètrica en el volum d'informació que circula per Internet. La presumpta existència de lleis en el desenvolupament tecnològic de les TIC reforça la idea que estem davant d'un procés bàsicament autònom, en el sentit que es produeix al marge de qualsevol voluntat explícita. El desenvolupament tecnològic sembla seguir pautes similars als fenòmens físics i naturals que es regeixen per lleis impermeables als nostres desitjos o intencions i amb absoluta independència dels avatars de la vida social.

## Impactes socials de la tecnologia i determinisme
El determinisme tecnològic considera, bàsicament, que el desenvolupament tecnològic condiciona, com cap altre element singular, el canvi i l'estructura socials. Dit d'una altra manera, que la font més important de canvis socials, al llarg de la història, són les innovacions tecnològiques.
La preocupació pels efectes socials de la tecnologia es fa palesa especialment en els anomenats estudis sobre els impactes socials d'una tecnologia o una altra. La ingent literatura sobre impactes socials de la tecnologia ha ocupat, pràcticament, totes les investigacions sobre la relació entre tecnologia i societat durant les darreres dècades i, fins i tot, ha creat una disciplina pròpia i organismes governamentals destinats gairebé exclusivament a l'anàlisi d'impactes socials de tecnologies específiques.
Bona part dels discursos i estudis que tematitzen els impactes o efectes socials de la tecnologia acostumen a assumir, d'una manera explícita o implícita, alguna forma de determinisme tecnològic. Fins al punt que algunes innovacions tecnològiques se solen interpretar com a motors de transformacions socials radicals o, fins i tot, revolucionàries. Alguns dels exemples històrics més famosos en aquest tipus de narrativa són l'estrep i la societat feudal, la impremta i la Reforma, la brúixola i el descobriment del Nou Món, la màquina de vapor i la societat industrial o els microprocessadors i l'anomenada Societat de la Informació.

### L'estrep i la societat feudal
Un exemple particularment il·lustratiu de la tesi del determinisme tecnològic és l'anàlisi desenvolupada per l'historiador Lynn White sobre un artefacte en principi força senzill: l'estrep. Segons ell, la introducció i difusió de l'estrep en la societat europea va ser una de les causes principals de l'aparició de la societat feudal entesa com una societat dominada per l'aristocràcia guerrera i propietària de la terra. White argumenta que l'estrep va fer possible una nova unitat de combat sense precedents: la combinació d'un home, una espasa i un cavall. L'estrep permetia l'ús de l'espasa amb molta estabilitat i sense el perill, abans permanent, de caure del cavall cada vegada que el cop no encertava l'enemic. L'aparició d'aquesta nova unitat de combat, per al cavaller, exigia, tanmateix, un entrenament sistemàtic, a més de cavalls especials i d'armadures per defensar-se d'altres cavallers. Aquestes condicions específiques van fer necessària la creació d'una organització social que pogués garantir el manteniment d'aquesta nova elit ociosa de guerrers a cavall: aquesta nova organització és la que coneixem amb el nom de feudalisme.

## El model lineal de desenvolupament tecnològic
La perspectiva determinista es caracteritza per considerar la relació entre tecnologia i societat com a unidireccional: mentre que l'evolució de la societat (en els seus aspectes econòmics, polítics o culturals) és conseqüència del desenvolupament tecnològic –està, doncs, determinada per ell–, la tecnologia segueix un curs particular d'acord amb les seves pròpies lleis. Sembla, a més, com si la tecnologia es desenvolupés inicialment en un àmbit extern al medi social: és un factor exogen amb una dinàmica pròpia que no resulta afectada, en l'essencial, pel medi social.
Aquesta visió tradicional ha propiciat, també, una forma particular d'entendre la història de la tecnologia. El seu tret distintiu és l'estratègia de situar diferents innovacions tècniques en una seqüència cronològica lineal de desenvolupament. Algunes històries de la informàtica, per exemple, situen en una mateixa seqüència l'àbac xinès, les calculadores mecàniques, les tabuladores i, finalment, els ordinadors digitals. És molt fàcil trobar seqüències com aquesta –amb representacions gràfiques molt vistoses– en qualsevol àmbit tecnològic.
El desenvolupament tecnològic s'entén així com una successió d'invencions o innovacions en les quals cada baula condueix gairebé necessàriament –o naturalment– a la següent i on cada artefacte sembla haver estat dissenyat amb l'objectiu d'arribar a la situació actual, mitjançant aproximacions successives.
Un dels deterministes tecnològics més cèlebres és, sens dubte, Robert L. Heilbroner. Aquest economista afirma que el desenvolupament tecnològic segueix una seqüència fixa, i que qualsevol societat que progressi, tard o d'hora haurà de seguir-la. En una de les seves obres sosté:
"Crec que hi ha una seqüència d'aquest tipus: que el molí de vapor segueix el molí manual no per casualitat, sinó perquè és el següent "pas" en la conquesta tècnica de la naturalesa que segueix una i només una gran via d'avenç. En altres paraules, crec que és impossible passar a l'era del molí de vapor sense haver passat per l'era del molí manual i que, al seu torn, no podem passar a l'era de la central hidroelèctrica sense haver dominat el molí de vapor ni a l'era de l'energia nuclear sense haver passat per la de l'electricitat." Heilbroner, Robert L. (1997). "¿Son las máquinas el motor de la historia? ". A: M. R. Smith; L. Marx (eds.). Historia y determinismo tecnológico.
Quan es proposen aquesta mena de seqüències s'acostuma a identificar la seva lògica pròpia (com a lògica interna del desenvolupament tecnològic) amb la millora de l'eficiència dels artefactes. Es considera que cada innovació en un àmbit específic produeix un artefacte més eficient que els seus predecessors, és a dir, que desenvolupa la seva funció amb més eficàcia, menys consum energètic o menys efectes no desitjats. L'eficiència, com a motor intern de la innovació tecnològica, s'interpreta, fora d'això, com un factor purament tècnic (o científic) universal, objectiu i independent de qualsevol consideració social o valorativa.

## Crítiques
Tant el determinisme tecnològic com la tesi de la tecnologia autònoma han estat fortament qüestionades durant les darreres dècades – especialment des dels estudis socials de la ciència i la tecnologia (science and technology studies).
En primer lloc, el terme impacte suggereix un procés força mecanicista en el qual causes i efectes s'enllacen automàticament mitjançant relacions simples. L'estudi de casos històrics concrets, tanmateix, no avala gens aquest extrem. No existeix, per exemple, un vincle directe i immediat entre la màquina de vapor i la revolució industrial: les relacions entre ambdós fenòmens són molt complexes i es van estendre durant, com a mínim, un segle –el temps durant el qual les antigues rodes hidràuliques van conviure amb les noves màquines de vapor.
En segon lloc, els impactes són clarament relatius al seu context social i històric. Una mateixa tecnologia té efectes molt diferents i es desenvolupa de forma diferent en configuracions socials i culturals diverses. Per exemple, els efectes magnificats de la impremta o de la pólvora a Europa van ser molt diferents dels que es van produir a la Xina. Aquesta mateixa relativitat cultural en els efectes ha estat demostrada per a innovacions clàssiques tan significatives com l'estrep, la roda o la brúixola, encara que hi ha també nombrosos estudis sobre innovacions més modernes o contemporànies.
Davant de l'evidència proporcionada per un gran nombre de casos estudiats, en diferents àrees de la tecnologia i en diferents períodes històrics i contextos socials, s'han esgrimit arguments contundents contra els diversos aspectes del determinisme i ha guanyat credibilitat la idea que, lluny de desenvolupar-se de forma autònoma, el canvi tecnològic està configurat per forces i agents socials de diferents tipus.
Des d'aquesta perspectiva les tecnologies són un producte de la seva circumstància, és a dir, reflecteixen el medi social en el qual són creades: “Es diu, de vegades, que tenim els polítics que ens mereixem. Però si això és cert, també tenim les tecnologies que ens mereixem. Les nostres tecnologies són un reflex de les nostres societats. Reprodueixen i encarnen complexos entramats de factors professionals, tècnics, econòmics i polítics. […] Les tecnologies sempre impliquen compromisos. Política, economia, teories sobre la resistència dels materials, nocions sobre el que és bell o útil, preferències, prejudicis o habilitats professionals, eines de disseny, matèries primeres disponibles, teories sobre el comportament del medi ambient –tots aquests elements s'introdueixen al gresol quan es dissenya o construeix un artefacte".